# Экадаши
Эка́даши (санскр. एकादशी — «одиннадцать») — одиннадцатый день (титхи) после полнолуния и новолуния каждого лунного месяца в индуистском календаре. В индуизме и джайнизме дни экадаши считаются особо благоприятными для совершения тапасьи (аскезы или епитимьи). Индуисты в дни экадаши постятся либо полностью, либо только без злаковых и зернобобовых продуктов. Особо важное духовное значение экадаши имеет в вайшнавизме.

## Значение
В день экадаши индуисты воздерживаются от употребления в пищу зерновых и бобовых и прикладывают особые усилия в духовной практике. Последователи индуизма полагают, что совершение духовных аскез в дни экадаши помогают душе достичь освобождения из цикла рождения и смерти. Помимо этого, экадаши способствует очищению на физическом, ментальном и духовном плане. Так, аюрведическая медицина советует поститься, чтобы сохранить и улучшить здоровье. Говорится, что пост в экадаши предупреждает и излечивает многие болезни, а также целесообразен с экономической точки зрения: свершение поста два раза в месяц способно сохранить огромное количество пищи.
Соблюдение экадаши является одной из установленных индуистскими писаниями очищающих церемоний, созданных для того, чтобы человек мог духовно возвыситься. Последователи различных направлений индуизма свершают этот пост также с целью обрести милость Бога и освободиться из иллюзии материального существования. Говорится, что сила экадаши так велика, что постоянное соблюдение поста в эти дни может привести к освобождению индивидуума из цикла сансары. Поэтому экадаши иногда называют «лучшей из всех возможностей».

## История возникновения
Согласно «Падма-пуране», с целью помочь живым существам освободиться от плохой кармы, Вишну проявил из себя богиню лунного дня Экадаши. Благодаря почитанию этой богини живые существа получили возможность быстро достигать духовного мира Вайкунтхи. Олицетворённому греху Папа-пуруше стало негде жить и он обратился с жалобой к Вишну. Чтобы спасти его, Вишну предоставил ему возможность укрываться от воздействия Экадаши в злаках и бобовых. Считается, что с тех пор тот, кто почитает Экадаши, освобождается от всех грехов, но тот, кто в этот день принимает в пищу злаки и зернобобовые, принимает в себя грех.

## Правила соблюдения экадаши
Наилучший пост в экадаши — это полное воздержание от еды и питья. Тому, для кого это непосильно, рекомендуется есть только пищу, не содержащую злаков и бобовых, и желательно — один раз после полудня. Эта пища называется накта (ужин). Она может состоять из любых корнеплодов (кроме свеклы), фруктов, воды, молочных продуктов, орехов, сахара и всех овощей, кроме грибов. В экадаши нужно стараться пить и есть не больше одного раза. В одном из текстов индуизма Кришна говорит Арджуне, что тот, кто полностью постится в экадаши, получит награду полностью, а тот, кто ест накту — получит только половину.
Чтобы получить полное духовное благо от соблюдения поста, следует избегать дневного сна, бритья, натирания маслом, употребления орехов бетеля, принятия пищи из бронзовой посуды, прикосновения к женщине в период её менструации, общения с пьяницами, ткачами и прачками. При употреблении пищи, помимо злаков и бобовых, также следует избегать шпината, мёда, баклажанов, асафетиды и морской соли (другие виды соли, такие как поваренная соль, допустимы), а также принятия пищи в чужих домах.
Согласно индуистским писаниям, каждому человеку старше пяти лет следует соблюдать пост в экадаши. Тот, кто не в состоянии поститься из-за серьёзной болезни или преклонного возраста, должен найти особо духовного человека и пожертвовать ему что-то. Также он может просто слушать или читать о значении каждого экадаши. Эта практика рекомендуется как один из методов достижения полного результата поста.
Время начала и конца экадаши имеет принципиальное значение и зависит от часового пояса конкретного региона. То есть время соблюдения экадаши в Дели, Нью-Йорке и в Москве может отличаться даже на сутки. Для того чтобы определить точное время входа и выхода из экадаши, астрологи рассчитывают календарь для конкретных регионов. Есть даже специальные программы для калькуляции сроков экадаши.
После соблюдения экадаши, необходимо прервать пост в определённый период после восхода солнца на следующий день. Если экадаши прерывается после этого времени, в традиции карма-канди он считается не соблюдённым. В традиции бхакти-йоги это не имеет принципиального значения. Если экадаши случайно не был соблюдён, можно провести его на следующий день — в двадаши — и прервать пост на третий день — трайодаши. Для прерывания экадаши достаточно принять любую зерновую пищу.
Если в лунном календаре экадаши совпадает с дашами — десятым лунным днём, то нет строгой необходимости ограничивать себя постом, но если он совпадает с двадаши — двенадцатым днём луны, то такой экадаши называется «чистым экадаши» или махадвадаши, и его рекомендуется строго соблюдать. Махадвадаши обычно также называют экадашами.

## Блага, получаемые от поста в дни экадаши
В писаниях индуизма говорится, что дающий милостыню в первый день при полной луне, получает награду в 100 000 раз больше, чем от обычного пожертвования, а тот, кто даёт милостыню в день санкранти (равноденствия) получает благо в 400 000 раз больше обычного результата. Однако же, просто соблюдая пост в экадаши, человек достигает всех этих благих результатов. Так же сказано, что пост в экадаши даёт тот же результат, что и посещение святого места паломничества Курукшетры во время солнечного или лунного затмения. Кроме того, человек, соблюдающий полный пост в экадаши, достигает блага, в сто раз большего, чем от совершения ашвамедха-ягьи. Более того, тот, кто хоть однажды совершенным образом постился в экадаши, заслуживает того же, что и кормящий 1000 нищих каждый день в течение 60 000 лет. Человек, один раз правильно соблюдающий экадаши, получает благо в десять раз превышающее благо от раздачи 1000 коров брахманам, превосходно знающих Веды. Следует заметить, что человеку, накормившему одного брахмачари, воздаётся в десять раз больше, чем накормившему в своём доме десять хороших брахманов. Но тот, кто дарует землю нуждающемуся и благочестивому брахману, достигает в 1000 раз большего, чем накормивший брахмачари, и в 1000 раз больше этого благо от выдачи чистой девушки замуж за молодого, хорошо образованного и порядочного человека. Но в 10 раз более благоприятнее этого — правильное воспитание детей и наставление в их духовном пути, без ожидания какой-либо награды. Однако же, в 10 раз лучше, чем это, давать хлеб голодному. То есть благо от соблюдения полного поста в экадаши просто невозможно измерить или с чем-либо сравнить.

## Список экадаши
| №  | Экадаши             | Древнеиндийский месяц   | Месяц по Юлианскому календарю |
| -- | ------------------- | ----------------------- | ----------------------------- |
| 1  | Сапхала экадаши     | Пауша кришна-пакша      | декабрь — январь              |
| 2  | Путрада экадаши     | Пауша шукла-пакша       | декабрь — январь              |
| 3  | Шат-тила экадаши    | Магха кришна-пакша      | январь — февраль              |
| 4  | Бхайми экадаши      | Магха шукла-пакша       | январь — февраль              |
| 5  | Вайкунтха экадаши   | Пхалгун кришна-пакша    | февраль — март                |
| 6  | Амалаки экадаши     | Пхалгун шукла-пакша     | февраль — март                |
| 7  | Папамочани экадаши  | Чайтра кришна-пакша     | март — апрель                 |
| 8  | Камада экадаши      | Чайтра шукла-пакша      | март — апрель                 |
| 9  | Варутхини экадаши   | Вайшакх кришна-пакша    | апрель — май                  |
| 10 | Мохини экадаши      | Вайшакх шукла-пакша     | апрель — май                  |
| 11 | Апара экадаши       | Джьештха кришна-пакша   | май — июнь                    |
| 12 | Пандава экадаши     | Джьештха шукла-пакша    | май — июнь                    |
| 13 | Йогини экадаши      | Ашад кришна-пакша       | июнь — июль                   |
| 14 | Шаяни экадаши       | Ашад шукла-пакша        | июнь — июль                   |
| 15 | Камика экадаши      | Шраван кришна-пакша     | июль — август                 |
| 16 | Павитропана экадаши | Шраван шукла-пакша      | июль — август                 |
| 17 | Ананда экадаши      | Бхадрапад кришна-пакша  | август — сентябрь             |
| 18 | Паршва экадаши      | Бхадрапад шукла-пакша   | август — сентябрь             |
| 19 | Индира экадаши      | Ашвин кришна-пакша      | сентябрь — октябрь            |
| 20 | Падмини экадаши     | Пурушоттам шукла-пакша  | -                             |
| 21 | Парама экадаши      | Пурушоттам кришна-пакша | -                             |
| 22 | Пашанкуша экадаши   | Ашвин шукла-пакша       | сентябрь — октябрь            |
| 23 | Рама экадаши        | Картик кришна-пакша     | октябрь — ноябрь              |
| 24 | Уттхана экадаши     | Картик шукла-пакша      | октябрь — ноябрь              |
| 25 | Утпанна экадаши     | Маргаширша кришна-пакша | ноябрь — декабрь              |
| 26 | Мокшада экадаши     | Маргаширша шукла-пакша  | ноябрь — декабрь              |